# Ripe San Ginesio
Ripe San Ginesio település Olaszországban, Marche régióban, Macerata megyében. Lakosainak száma 804 fő (2023. január 1.). Ripe San Ginesio Colmurano, Loro Piceno, Sant’Angelo in Pontano és San Ginesio községekkel határos.

## Népesség
A település lakossága az elmúlt években az alábbi módon változott:
| Lakosok száma | 851  | 848  | 804  |
|               | 2017 | 2018 | 2023 |